# واحة سيدي ابراهيم
واحة سيدي أبراهيم هي قرية وجماعة قروية تقع في عمالة مراكش بجهة مراكش آسفي، المغرب، وبلغ عدد سكانها 25.320 نسمة حسب الإحصاء العام للسكان والسكنى لسنة 2014.
وتقع الجماعة على مشارف مدينة مراكش. فهي مدخل المدينة عبر طريق الدار البيضاء. مساحتها 63،4 كلم مربع.
تم إحداث الجماعة سنة 1992. 
وتضم 8 تجمعات سكنية كبرى وهي اولاد بلعكيد،اولاد شعوف، اولاد برحمون، اولاد مسعود، اولاد منصور ، السراغنة اولاد بلعكيد، اعزيب الخليفة ابريك، اعزيب القائد. كما تضم تجمعات سكنية صغيرة تابعة لهذه التجمعات الكبرى واهمها: البورات الحمرات، هارون، الستري، البريج1 والبريج2 ، شرقان، الجميلة، عائشة، مولاي حفيظ، جنان الجمل، بن رابح. 
ويتكون مجلس الجماعة من 30 عضوا: 
يتكون مكتب الجماعة من رئيس المجلس و6 نواب.
كما تم احداث خمس لجان دائمة لدى المجلس: لجنة الميزانية والشؤون المالية والبرمجة، اللجنة المكلفة بالتعاون والشراكة واللجنة المكلفة بالتعمير والبيئة وإعداد التراب،  واللجنة المكلفة بالمرافق العمومية والخدمات، واللجنة المكلفة بالتنمية الثقافية والرياضية والاجتماعية وشؤون المرأة والطفل.
كما تتوفر الجماعة على هيئة المساواة ومقاربة النوع وتكافؤ الفرص.